# Codolar de Montecarlo
El Codolar de Montecarlo és una platja urbana del municipi d'Alcanar (Montsià), situada enfront de la urbanització Montecarlo, entre la platja de Playasol, al sud-oest, i la platja de Mèrida, al nord-est. Està rodejada de penya-segats. Té una longitud de 30 metres i una amplada mitjana d'11 metres, formada per còdols. Al costat dret hi ha un hotel amb accés directe a la platja.